# Болганбаев, Асет Болганбаевич
Асет Болганбаевич Болганбаев (8 марта 1928, а. Караменде би, Актогайский район, Карагандинская область — 12 января 1999, Алматы) — советский казахский ученый, доктор филологических наук (1972).
Происходит из подрода Сарым рода Каракесек племени Аргын.
Окончил Каркаралинское педагогическое училище (1947), КазГУ (1952).
В 1952—1999 годы научный сотрудник, заведующий отделом Института языкознания НАН РК. Основные научные труды посвящены изучению лексикологии и лексикографии казахского языка (монографии «Лексикология казахского языка»). Болганбаев — один из создателей «Словари языка Абая» (1968), «Толкового словаря казахского языка» (1974—1984).
Лауреат Государственной премии Казахской ССР (1988),

## Сочинения
- Қазақ тіліндегі зат есім синонимдері. — А., 1957.
- Қазақ тіліндегі синонимдер соөздігі. — А., 1952.
- Қазақ тіліндегі синонимдер. — А., 1970.
- Қазіргі қазақ тілінің лексикологиясы мен фраезологиясы (телавтор). — А., 1997.